# Сирийский язык
Сири́йский язы́к (ܠܫܢܐ ܣܘܪܝܝܐ, leššānā suryāyā) — мёртвый язык арамейской группы.
С I века н. э. использовался в качестве литературного и литургического в христианской общине Ближнего Востока. В качестве разговорного был вытеснен арабским к концу VIII века. В качестве литературного использовался до XIV века. Создана обширная литература, бытовавшая на пространстве от Египта до Китая.
Классический сирийский язык записывался сирийским письмом, производным от арамейского письма. Этот язык сохранился в большом объёме сирийской литературы, которая составляет примерно 90% существующей арамейской литературы. Наряду с греческим и латинским, сирийский стал одним из трёх важнейших языков раннего христианства. Уже с I—II веков нашей эры жители региона Осроена начали принимать христианство, а к III—IV векам носители эдесского диалекта арамейского языка создали особую христианскую культуру, которая стала известна как сирийское христианство. Из-за богословских различий христиане, говорящие на сирийском языке, в V веке разделились на Церковь Востока в Персидской империи, которая следовала восточно-сирийскому обряду и Сирийскую православную церковь в Византийской империи, следовавшую западно-сирийскому обряду.
Сирийский язык процветал с IV по VIII век и продолжал играть важную роль в течение следующих столетий, но к концу средневековья его использование постепенно сократилось до литургического, поскольку роль разговорного языка среди его носителей заняли арабские диалекты и новоарамейские языки.
В русской востоковедческой литературе сирийский язык иногда называется си́рским или классическим сирийским.

## История
В основе сирийского языка — арамейский диалект города Эдесса, который был важным торговым и политическим центром, начиная с конца II в. до н. э. до середины III века н. э. Наибольшее распространение и разработанность сирийский язык получил, начиная со II века, когда на него была переведена Библия, так называемый перевод «Пешитта», ставший каноническим у христиан-сирийцев.
В течение нескольких веков сирийский язык был письменным языком народов, проживавших на территории от Средиземного моря до Персии. В Восточно-Римской империи он был важнейшим языком после греческого, а в персидском государстве Сасанидов этот язык занимал виднейшее место в качестве письменного. Сирийские торговцы занесли этот язык далеко на восток, до самого Китая и Монголии. В III—VII веках на сирийском языке существовала обширная литература, главным образом, церковная, как оригинальная, так и переводная с греческого и пехлевийского языков. Позже, с образованием арабского халифата, сирийский язык сыграл роль посредника между античной греческой наукой и арабской, так как на начальном этапе сочинения греческих авторов переводились на арабский язык не с подлинника, а с сирийского.
В период своего литературного расцвета сирийский язык не был широко распространённым разговорным языком, если не считать церковных и монастырских кругов. Однако он был весьма близок к некоторым арамейским диалектам, и в этом смысле он может на данном этапе считаться живым.
Начиная с VII века арабские диалекты начинают постепенно вытеснять и замещать арамейские, в том числе и сирийские. Таким образом, уже в конце IX века сирийский язык стал «мёртвым» языком. Сирийские церковные авторы X—XI веков часто писали свои сочинения, сопровождая их арабским переводом, либо сразу на арабском языке. Однако и позже, до конца XIII века на сирийском языке было написано довольно много оригинальных произведений. То обстоятельство, что сирийский был, главным образом, языком церковных кругов, и что на него было сделано много переводов с греческого, обогатило его многочисленными греческими терминами и словами. Влияние греческого языка на сирийский отмечается также в области синтаксиса и фразеологии, иногда нагромождение периодов по образцу греческого языка становилось настолько значительным, что сами сирийцы жаловались на непонятность.
Эдесское наречие, которое легло в основу сирийского языка, относится к восточной группе арамейских диалектов. Таким образом, к этой группе следует причислить и сирийский язык. Расхождения между сирийским языком и языком еврейско-арамейской литературы довольно многочисленны и касаются как лексики, так и грамматики и фонетики.
В само́м литературном сирийском можно отметить влияние двух говоров — западного (собственно, сирийского) и восточного (месопотамского). Это влияние получило своё выражение в двух традиционных способах чтения гласных — западном (у христиан-яковитов) и восточном (у несториан).

## Письменность
Сирийское письмо является ответвлением арамейского письма. До V века использовалось письмо эстрангело (от греч. στρογγυλος — «округлый»). После распада в V веке единой Сирийской церкви на несторианскую и яковитскую, каждая из церквей разработала свой вариант письменности, отличающийся написанием графем и использованием огласовок.
Направление письма — справа налево. Сирийское письмо является консонантным, на письме обозначаются только согласные, долгие гласные и дифтонги обозначаются при помощи matres lectionis. Гласные факультативно обозначаются огласовками, системы огласовок  — различны в трёх основных типах сирийского письма. Кроме того, при помощи диакритики обозначается качество согласных (смычный или щелевой вариант согласного), в безогласовочном варианте текста при помощи точек различаются омографы.
Сохранились около 10 тысяч средневековых сирийских рукописей.

## Лингвистическая характеристика

### Фонетика и фонология

#### Гласные
Сирийские гласные различаются по долготе и по качеству. Количественно гласные разделяются на 3 типа: долгие, краткие и единственная сверхкраткая гласная. Не считая сверхкраткой гласной, в восточносирийском языке существует 7 монофтонгов (a, ā, i, o, u, e, ē) и 4 дифтонга (ay, āy, aw, āw). Долгота гласных при произношении не учитывалась, но сохранялась при транслитерации.

#### Согласные
Консонантизм типичен для арамейских диалектов. Характерно наличие эмфатических согласных. Выполняется «правило бегад-кефат»: смычные согласные /b/, /g/, /d/, /k/, /p/, /t/ в поствокальной позиции реализуются как соответствующие им спиранты.
|               |               | Лаб.     | Дент.   | Дент. | Альвеол. | Альвеол. | Пост- альвеол. | Палат. | Веляр. | Увуляр. | Фаринг. | Глотт. |
| простые       | эмфатич.      | эмфатич. | простые |       |          |          | Пост- альвеол. | Палат. | Веляр. | Увуляр. | Фаринг. | Глотт. |
| ------------- | ------------- | -------- | ------- | ----- | -------- | -------- | -------------- | ------ | ------ | ------- | ------- | ------ |
| Носовые       | Носовые       | m        |         |       |          | n        |                |        |        |         |         |        |
| Взрывные      | Звонкие       | b1       | d3      |       |          |          |                |        | ɡ2     |         |         |        |
| Взрывные      | глухие        | p5       | t6      | tˤ    |          |          |                |        | k4     | q       |         | ʔ      |
| Фрикативные   | Звонкие       | (v)1     | (ð)3    |       |          | z        |                |        | (ɣ)2   |         | ʕ       |        |
| Фрикативные   | Глухие        | (f)5     | (θ)6    |       | [sˤ]     | s        | ʃ              |        | (x)4   |         | ħ       | h      |
| Аппроксиманты | Аппроксиманты |          | l       | l     | l        | l        |                | j      | w      |         | ʕ       |        |
| Дрожащие      | Дрожащие      |          | r       | r     | r        | r        |                |        |        |         |         |        |

- 1 Звук [v] (v) выступает как позиционный вариант фонемы [b].
- 2 Звук [ɣ] (ḡ) выступает как позиционный вариант фонемы [g].
- 3 Звук [ð] (ḏ) выступает как позиционный вариант фонемы [d].
- 4 Звук [x] (ḵ) выступает как позиционный вариант фонемы [k].
- 5 Звук [f] (f) выступает как позиционный вариант фонемы [p].
- 6 Звук [θ] (ṯ) выступает как позиционный вариант фонемы [t].
- Эти щелевые варианты выступают в поствокальной позиции, за исключением тех случаев, когда смычный (но не щелевой) согласный удваивается после краткого слога. Кроме того, в кластере из начальных согласных второй согласный в паре смычной-щелевой всегда является щелевым (за двумя исключениями), в неначальном кластере второй согласный может быть как смычным, так и щелевым, а в трёхсогласном кластере последний согласный — всегда щелевой. Рассмотрим примеры: kṯāvā «книга» (первый щелевой — второй согласный в начальном кластере, второй щелевой — в поствокальной позиции), ḥeḵmṯā «мудрость» (первый щелевой — в поствокальной позиции, второй щелевой — в конце трёхсогласного кластера), rabbā «большой» (удвоение смычного после краткого гласного), ’amṯā «служанка» (щелевой после согласного).

### Морфология

#### Имя
Существительное и прилагательное характеризуются категорией рода (мужской и женский), числа (единственное и множественное) и состояния (неопределённое (абсолютное), определённое (эмфатическое) и сопряжённое). В словаре приводится определённая форма имени (а также иногда и абсолютная форма). Окончанием женского рода существительных и прилагательных в определённом состоянии является -tā/-ṯā. Названия парных частей тела, а также некоторые другие слова, не имеющие этого окончания, относятся к женскому роду: ‘aynā «глаз», reḡlā «нога», nafšā «душа», ‘ar‘ā «земля», ḥaqlā «поле». Также к женскому роду относятся существительные, обозначающие лиц женского пола: например, ‘emmā «мать», ‘aṯānā «ослица». При этом слово, содержащее последний слог -tā/-ṯā, может относиться к мужскому роду, если t является корневой: baytā «дом». Абсолютное состояние существительных мужского рода единственного числа характеризуется отсутствием окончания -ā, а также иногда перегласовкой всего слова: например, gavrā (опр.) «человек, мужчина» — gvar (абс.), ḥaylā (опр.) «сила, войско» — ḥil (абс.). Множественное число существительных мужского рода обычно образуется с помощью окончания -ē, например, zuzā «монета» — zuzē «монеты», ḥavrā «друг» — ḥavrē «друзья». Возможны исключения: ‘avā «отец» — ‘avāhē, ’avāhāṯā «отцы», baytā «дом» — bāttē «дома», barnāšā «человек» — bnaynāšā «люди». Существительные женского рода во множественном числе обычно принимают окончание -āṯā, при этом часто происходит перегласовка основы: например, ‘eggartā «письмо» — ‘eggrāṯā «письма», šišiltā «цепь» — šišlāṯā «цепи». Некоторые существительные женского рода образуют форму множественного числа, следуя окончанию мужского рода melṯā «слово» — mellē «слова». Некоторые существительные обладают несколькими формами плюралиса: ‘iḏā «рука» — ‘iḏē, ‘iḏayyā, ‘iḏawwāṯā «руки».
Ниже приведена таблица склонения существительного мужского рода gavrā «мужчина, человек» по числу и состоянию.
|       | состояние | состояние | состояние |
| ----- | --------- | --------- | --------- |
|       | опред.    | абс.      | сопр.     |
| ед.ч. | gavr-ā    | gvar-∅    | gvar-∅    |
| мн.ч. | gavr-ē    | gavr-in   | gavr-ay   |

К существительному присоединяются притяжательные суффиксы, различающиеся по числу, но не по роду. Ниже приведены парадигмы для слова ’iḏā «рука».
|         | sing. | plur.  |
| ------- | ----- | ------ |
| 1       | ’iḏ   | ’iḏān  |
| 2 masc. | 'iḏāḵ | ’iḏḵon |
| 2 fem.  | ’iḏēḵ | ’iḏḵēn |
| 3 masc. | ’iḏēh | ’iḏhon |
| 3 fem.  | ’iḏāh | ’iḏhēn |

Прилагательным присущи те же категории, что и существительным. Окончание -tā/-ṯā также маркирует женский род: rabbā «большой» — rabbṯā «большая». Возможны исключения: ’ḥrēnā «другой» — ’ḥriṯā «другая», ḥaḏṯā «новый» — ḥḏattā «новая». Прилагательное всегда стоит после существительного, согласуясь с ним по состоянию, роду и числу: например, ḥazzurā (1) vassimā (2) «вкусное (2) яблоко (1)». Абсолютная форма прилагательного используется как предикатив: например, ḥazzurā vassim-u «яблоко вкусно».
Числительные различаются по роду, следуя «полярному правилу» согласования, как и в большинстве других семитских языков. Например, ḥamšā ḡavrē «пять мужчин», ḥammeš neššē «пять женщин». Как и во многих древних языках, числительные также обозначались буквами например, 12 ܗ 5, ܝܒ.
Падежные отношения выражаются с помощью предлогов. Принадлежность выражается с помощью местоименных суффиксов. Эти суффиксы могут присоединяться и к глаголам. Роль глагола-связки выполняют местоименные энклитики.

#### Глаголы и причастия
Глаголы могут выступать в одной из шести пород — трёх активных (pe‘al «основной» (G-порода), pa‘‘el «интенсивной» (D-порода) и ’af‘el «каузативной» (K-порода)) и трёх соответствующих им пассивно-рефлексивных (’etp‘el (tG), ’etpa‘‘al (tD) и ’ettaf‘al) (tK). К каждой породе также относятся активные причастия и инфинитив, а к активным породам — также страдательные причастия. Ниже приведено спряжение правильного глагола kṯav «писать» в трёх активных породах в прошедшем времени:
| Sing. | G       | D         | K         |
| ----- | ------- | --------- | --------- |
| 1     | keṯbeṯ  | kattveṯ   | ’aḵtveṯ   |
| 2m    | kṯavt   | kattevṯ   | ’aḵtevt   |
| 2f    | kṯavt   | kattevṯ   | ’aḵtevt   |
| 3m    | kṯav    | kattev    | ’aḵtev    |
| 3f    | keṯbaṯ  | kattvaṯ   | ’aḵtevaṯ  |
| Plur. |         |           |           |
| 1     | kṯavn   | kattevn   | ’aḵtevn   |
| 2m    | kṯavton | kattevton | ’aḵtevton |
| 2f    | kṯavtēn | kattevtēn | ’aḵtevtēn |
| 3m    | kṯav    | kattev    | ’aḵtev    |
| 3f    | kṯav    | kattev    | ’aḵtev    |

Как видно из таблицы, в D-породе второй корневой согласный всегда удваивается, а в K-породе появляется префикс -’a. Поскольку все три согласных этого корня обладают смычным и щелевым аллофонами, то это проявляется в разных глагольных формах в зависимости от позиции фонемы.
«Неправильные корни» обладают своими особенностями спряжения. Формы перфектива в сирийском языке выражают прошедшее время, а формы имперфектива — будущее время, настоящее время выражается формами активного причастия и энклитикой, иногда пишущейся слитно со словом. Изредка встречаются формы прошедшего длительного и давнопрошедшего времени. Пассив выражается формами страдательного причастия и пассивно-рефлексивных пород. Формы императива существуют только во 2-м лице, а формы прохибитива образуются присоединением отрицательной частицы к формам имперфектива. Инфинитив, как и в древнееврейском языке, является герундием и отличается от словарной формы.

#### Служебные части речи
Как в арабском и иврите, предлоги и союзы, состоящие из одной буквы, пишутся слитно с последующим словом, к ним относятся w «и», l «к», b «в».

### Лексика
Основу лексического фонда классического сирийского языка составляет исконная лексика. При этом имеется некоторое число заимствований из греческого языка, в основном относящихся к культурной, религиозной и административной сферам: praksis «дело, деяние», qelaytā «келья», qaṯreḡ «обвинять», diyatiqā «договор, Завет», hegmonā «префект, губернатор», kiliyarḵā «тысячник», namosā «закон», promiyon «предисловие, введение» и другие. Реже встречаются заимствования из других языков: например, pardaysā «сад, рай» заимствовано из персидского языка, а hayklā «храм, дворец» — из аккадского языка.